# Ricchezza terminologica
In terminologia la ricchezza terminologica è l'insieme di synset utilizzati per descrivere i concetti presenti in un testo.
Ha un valore molto più alto nei testi tecnici e scientifici dove sinonimi, varianti e parafrasi sostituiscono spesso il principio di univocità terminologica.